# Liste des dirigeants actuels des départements de la république du Congo
Cette page dresse la liste des dirigeants actuels (préfets et présidents des conseils départementaux) des 15 départements de la République du Congo.

## Dirigeants des départements
| Département    | Titre                              | Nom                                         | Depuis (le)  |
| -------------- | ---------------------------------- | ------------------------------------------- | ------------ |
| Bouenza        | Préfet                             | Marcel Ganongo                              | 31 Mars 2025 |
| Bouenza        | Président du conseil départemental | Ebethas-Bissat Henock Nazaire               | 2023 -       |
| Brazzaville    | Préfet                             | Gilbert Mouanda-Mouanda                     | 31 Mars 2025 |
| Brazzaville    | Maire                              | Bantsimba Dieudonné                         | 2022 -       |
| Congo-Oubangui | Préfet                             | Gildas Habib Obambi Oko                     | 31 Mars 2025 |
| Congo-Oubangui | Président du conseil départemental |                                             |              |
| Cuvette        | Préfet                             | Emma Henriette Berthe Bassinga née Nganzali | 31 Mars 2025 |
| Cuvette        | Président du conseil départemental | Ngandza Boris Rodolphe                      | 2023 -       |
| Cuvette-Ouest  | Préfet                             | Frédéric Baron Bouzock                      | 31 Mars 2025 |
| Cuvette-Ouest  | Président du conseil départemental | Kouba Alain Armand                          |              |
| Djoué-Léfini   | Préfet                             | Léonidas Mottom Mamoni                      | 31 Mars 2025 |
| Djoué-Léfini   | Président du conseil départemental |                                             |              |
| Kouilou        | Préfet                             | Paul Adam Dibouilou                         | 31 Mars 2025 |
| Kouilou        | Président du conseil départemental | Jean-Richard Bongo                          | .../2008     |
| Lékoumou       | Préfet                             | Jean Christophe Tchikaya                    | 31 Mars 2025 |
| Lékoumou       | Président du conseil départemental | Ndangui Jean Louis                          | 2023         |
| Likouala       | Préfet                             | Jean Pascal Koumba                          | 31 Mars 2025 |
| Likouala       | Président du conseil départemental | Ondongo Bamboli Léa Désiré                  | 2023 -       |
| Niari          | Préfet                             | Micheline Nguessimi                         | 31 Mars 2025 |
| Niari          | Président du conseil départemental | Boutsana Bruneau Fructueux                  | 2023 -       |
| Nkéni-Alima    | Préfet                             | Alphonsine Akobé Opangana                   | 31 Mars 2025 |
| Nkéni-Alima    | Président du conseil départemental |                                             |              |
| Plateaux       | Préfet                             | Jean Jacques Mouanda                        | 31 Mars 2025 |
| Plateaux       | Président du conseil départemental | Ndinga Dieudonné                            | 2023 -       |
| Pointe-Noire   | Préfet                             | Cébert Pierre Iboko-Onanga                  | 31 Mars 2025 |
| Pointe-Noire   | Maire                              | Évelyne Tchitchelle                         | 2022 -       |
| Pool           | Préfet                             | Jules Monkala Tchoumou                      | 31 Mars 2025 |
| Pool           | Président du conseil départemental | Michel Boumboutou Mampouya                  | Reconduit    |
| Sangha         | Préfet                             | Edouard Denis Okouya                        | 31 Mars 2025 |
| Sangha         | Président du conseil départemental | Lempoua Sylvestre                           | 2023 -       |